# Кэлхун, Моника
Моника Кэлхун (англ. Monica Calhoun, род. 29 июля 1971) — американская актриса.
Кэлхун родилась в Филадельфии, штат Пенсильвания, и начала свою карьеру в подростковом возрасте на телевидении, в первую очередь сыграв в фильме «Кафе «Багдад»» (1987), а после на протяжении двух сезонов играя роль дочери Вупи Голдберг в одноимённом сериале (1990—1991). На большом экране она наиболее известна благодаря своей роли в фильме 1999 года «Шафер», и его продолжении 2013 года, «Свидетель на свадьбе 2». На телевидении она номинировалась на «Эмми» за роль в телефильме «Различные миры: История межрасовой любви» в 1993 году, а в последние годы была гостем в сериалах «Полиция Нью-Йорка», «Сильное лекарство», «Анатомия страсти» и «Детектив Раш».

## Фильмография
- Кафе «Багдад» (1987)
- Джек-Медведь (1993)
- Янгер и Янгер (1993)
- Действуй, сестра 2 (1993)
- Стриптиз-клуб (1998)
- Шафер (1999)
- Любовь и баскетбол (2000)
- Клеймо гражданина (2002)
- Ящик Пандоры (2002)
- Хроники любви (2003)
- Великолепная пятерка (2003)
- Свидетель на свадьбе 2 (2013)